# Шлезвиг-Холщайн
 Тази статия е за провинцията на Германия.  За кораба вижте Шлезвиг-Холщайн (броненосец).  
Шлезвиг-Холщайн (на немски: Schleswig-Holstein) е най-северната от шестнадесетте федерални провинции на Германия. Името на провинцията на датски е Slesvig-Holsten, на долнонемски Sleswig-Holsteen и севернофризийски Slaswik-Holstiinj. Исторически името се отнася до по-голям регион, който обхваща освен основната част от провинцията, също и амт Южен Ютланд в Дания. Град Кил е столица на федералната провинция.

## География
Шлезвиг-Холщайн заема южната част на полуостров Ютланд между Балтийско и Северно море.
Шлезвиг-Холщайн граничи с Дания на север, Северно море на запад, Балтийско море и Мекленбург-Предна Померания на изток и Долна Саксония и Хамбург на юг.
Площта на провинцията е 15 799 км², населението е 2 881 926 души, а гъстотата на населението – 179 души/км². 
Най-високата точка на провинцията е Бунгсберг (Bungsberg) с височина 168 метра. 

## История
Предишното херцогство Холщайн е заемало южната част на днешен Шлезвиг-Холщайн. Също така Лауенбург и предишният Свободен пристанищен град Любек заемат югоизточната част на днешен Шлезвиг-Холщайн.
Предишното херцогство Шлезвиг е поделено между Дания и Германия през 1920 година. Северен Шлезвиг, днес датската област Южен Ютланд (Sønderjylland), е присъединена към Дания след референдум, проведен след поражението на Германия от Първата световна война.

## Административно деление
Шлезвиг-Холщайн е разделен на 11 окръга (Landeskreise):
| 1. Дитмаршен 2. Лауенбург 3. Северна Фризия 4. Източен Холщайн 5. Пинеберг 6. Пльон | 1. Рендсбург-Екернфурде 2. Шлезвиг-Фленсбург 3. Зегеберг 4. Щайнбург 5. Щормарн |

и четири града с окръжно значение:
1. Кил, провинциална столица
2. Любек
3. Нойминстер
4. Фленсбург